# 쯔엉타인자카인
쯔엉타인자카인(베트남어: Chương Thánh Gia Khánh / 彰聖嘉慶 창성가경 / 1059년 6월 ~ 1066년 1월)은 베트남 리 왕조(李朝) 성종(聖宗) 리녓똔(李日尊)의 두번째 연호이다.

## 개원
- 롱투이타이빈(龍瑞太平) 6년 6월 21일[1](1059년 8월 1일)에 연호를 쯔엉타인자카인(彰聖嘉慶)으로 개원함.[2][3][4][5]
- 쯔엉타인자카인(彰聖嘉慶) 8년 1월 25일[6](1066년 2월 22일)에 연호를 롱쯔엉티엔뜨(龍彰天嗣)로 개원함.[2][3][4][7]

## 연대 대조표
| 쯔엉타인자카인 | 원년       | 2년        | 3년        | 4년        | 5년        | 6년        | 7년        | 8년        |
| 서기(西曆)     | 1059년     | 1060년     | 1061년     | 1062년     | 1063년     | 1064년     | 1065년     | 1066년     |
| 간지(干支)     | 기해(己亥) | 경자(庚子) | 신축(辛丑) | 임인(壬寅) | 계묘(癸卯) | 갑진(甲辰) | 을사(乙巳) | 병오(丙午) |

## 동시대 연호

### 중국
북송(北宋)
- 가우(嘉祐) (1056년 ~ 1063년)
- 치평(治平) (1064년 ~ 1067년)

요(遼)
- 청녕(淸寧) (1055년 ~ 1064년)
- 함옹(咸雍) (1065년 ~ 1074년)

대리국(大理國)
- 정안(政安) (1053년 ~ 1061년)
- 정덕(正德) (1062년 ~ 1073년)

서하(西夏)
- 차도(奲都) (1057년 ~ 1062년)
- 공화(拱化) (1063년 ~ 1067년)

### 일본
- 고헤이(康平) (1058년 ~ 1065년)
- 지랴쿠(治暦) (1065년 ~ 1069년)